# LTE-Advanced
LTE-Advanced (Long-Term-Evolution-Advanced, abgekürzt LTE-A oder LTE+) ist ein Mobilfunkstandard der vierten Generation (4G) und eine Erweiterung von Long Term Evolution (LTE), die höhere Datenübertragungsraten in verschiedenen Frequenzbändern ermöglicht. Zu den Verbesserungen gehören je nach Ausprägung und Gerätestandard höhere Bandbreiten von 300 bis 400 Megabit pro Sekunde im Upload und bis zu 1000 Megabit pro Sekunde im Download sowie niedrigere Latenzen. Die ersten LTE-Advanced-Geräte kamen 2014 in Deutschland auf den Markt, wobei bestehende LTE-Basisstationen lediglich ein Software-Update benötigten.

## Hintergrund
Wie schon beim Design des UMTS-Standards (3G), der darauf ausgelegt war, den immer weiter steigenden Ansprüchen im Mobilfunknetz gerecht zu werden, wurde auch die LTE-Mobilfunktechnik konzipiert, im Laufe der Zeit technisch erweitert werden zu können. Erste Überlegungen und Konzepte dazu wurden schon im Jahr 2002 mit dem ITU-R-Vorschlag (Working Party 8F) „Future development of IMT-2000 and systems beyond IMT-2000“ („Zukünftige Entwicklung von IMT-2000 und Systemen nach IMT-2000“) ausgearbeitet. Weitere Arbeitsgruppen formierten sich nach der Radiocommunication Assembly im Jahr 2007 (RA-07). Zudem wurde eine, für die Entwicklung von LTE wichtige internationale Einigung in Bezug auf die Frequenzverteilung auf der WTC-07 erzielt.
Im September 2009 wurde von der 3GPP-Arbeitsgruppe der Vorschlag „LTE Release 10 & beyond (LTE-Advanced)“ bei der ITU eingereicht, um den Vorgänger LTE Release 8 (auch IMT-2000 genannt) abzulösen und damit offiziell den von der ITU-R im Jahr 2008 gestellten Anforderungskatalog IMT-Advanced zu erfüllen. Auf dem Mobile World Congress 2011 in Barcelona wurde LTE-Advanced dann vorgestellt, damals erreichte man unter Laborbedingungen 1,2 Gbit/s. Ein Test von Ericsson mit LTE Advanced im Juni 2011 fand unter Live-Bedingungen mit einer handelsüblichen Hardware statt; im Download wurde dabei eine Geschwindigkeit von 900 Mbit/s erzielt. Im Oktober 2011 wurde der Vorschlag von der ITU-R-Arbeitsgruppe WP5D als vollständig und alle Kriterien erfüllend genehmigt und somit offiziell angenommen.

## Technische Eigenschaften
- LTE-Advanced ist abwärtskompatibel zu LTE, wodurch auch ältere LTE-Geräte die neuen Netze weiterhin verwenden können.[9]
- Konfiguration von zwei oder mehreren Sende- und Empfangsantennen (Mehrantennentechnik oder auch MIMO-Technik)[10] und die dazugehörige Technik wie CoMP (Coordinated multipoint transmission and reception), mit der sich in heterogenen Netzen verschiedene Basisstationen parallel verwenden lassen (auch bei jeweils unterschiedlichen Signalstärken).
- Relay-Verfahren[11]

|                                |                                          | LTE/3.9G | LTE-Advanced nach ITU | LTE-Advanced nach 3GPP                                  |
| Spitzendatenraten (Mbit/s)     | Downlink (DL)                            | 300      | 1000                  | 1000 (bei geringer Mobilität) 100 (bei hoher Mobilität) |
| Spitzendatenraten (Mbit/s)     | Uplink (UL)                              | 75       | 1000                  | 500                                                     |
| Spektrale Bandbreite (MHz)     | Spektrale Bandbreite (MHz)               | 1,4–20   | 20–100                | 20–100                                                  |
| Latenz (ms)                    | Nutzdatenlatenz (User plane / U-Plane)   | <10      | 10                    | 10                                                      |
| Latenz (ms)                    | Kontrolllatenz (Control plane / C-Plane) | <100     | 100                   | 50                                                      |
| Spektrale Effizienz (Bit/s/Hz) | Downlink (DL)                            | 15       | 15                    | 30                                                      |
| Spektrale Effizienz (Bit/s/Hz) | Uplink (UL)                              | 3,75     | 6,75                  | 15                                                      |

- Die verfügbaren Frequenzbänder unterscheiden sich je nach Land, dabei soll die LTE-Advanced weltweites Roaming unterstützen.

- Anwendungsspezifische Vorteile:

- Echtzeitspiele (geringe Latenz)
- Breitbandanschluss für nicht-mobile Endkunden, ersetzt den drahtgebundenen Breitbandanschluss (vertraglich, wie bei Vodafone geregelt, dann auch nur auf bestimmte Regionen eingeschränkt nutzbar)
- Breitbandanschluss höherer Kapazität für nicht-mobile Endkunden, ergänzt den drahtgebundenen DSL-Anschluss (vertraglich, wie bei Telekom geregelt)
- VoIP-Video- und Audiotelefonie (sofern entsprechende Protokolle nicht wie bei vielen deutschen Providern blockiert werden)

## Änderungen gegenüber LTE
Anforderungen an LTE Advanced sind:
- Gesteigerte Spitzendatenraten von DL 3 Gbps, UL 1,5 Gbps
- Höhere spektrale Effizienz von 16bps/Hz in Rel. 8 bis 30 bps/Hz in Rel. 10
- Höhere Anzahl gleichzeitig aktiver Nutzer
- Höhere Datenraten am Zellrand, z. B. für DL 2x2 MIMO mindestens 2,4 bps/Hz/Zelle

Die wichtigsten neuen Funktionen, die mit LTE Advanced eingeführt worden sind:
- Carrier Aggregation (CA),
- Verbesserte Nutzung von Multi-Antennentechniken (8x8 MIMO im DL)
- Unterstützung von Relay Nodes (RN).

## Trägerbündelung
Bis zu fünffache Bündelungen (englisch Carrier Aggregation) von 3.9G-spezifizierten 20-MHz-Komponententrägern sind möglich, auch wenn sie innerhalb des Frequenzbandes spektral getrennt sind. Träger können auch aus anderen Bändern miteinander gebündelt werden. Dabei skaliert die Anzahl der Komponententräger dynamisch je nach Bedarf der Datenraten in wenigen Millisekunden. Die Daten werden von einem netzseitigen Scheduler auf die jeweils benötigten Komponententräger anhand verschiedener Auslastungskriterien wie QoS-Parametern, Puffer- und Kanalzuständen verteilt (abhängig von OFDM-Ressourcen, Antennenkonstellation, Modulations- und Kodierungsstufe).